# Цепные мосты (Остров)
Цепные мосты через реку Великая — два висячих моста через реку Великая в городе Остров. Уникальный памятник строительной техники и архитектуры, один из лучших образцов архитектуры мостов XIX века. Это единственные цепные транспортные мосты середины XIX века, сохранившиеся на территории России.

## История
До сооружения постоянных металлических мостов сообщение между берегами реки Великой в Острове осуществлялось паромами, а также по лёгкому временному деревянному мосту на козлах. Этот непрочный мост приходилось ежегодно разбирать, к тому же он часто разрушался паводковыми водами. Необходимость строительства постоянных мостов через реку Великую в городе Острове была вызвана прокладкой через него в 1830-х годах Динабургского шоссе от Санкт-Петербурга до Динабурга.  Проекты строительства постоянного моста последовательно предлагались в 1837, 1841, 1846 гг. К осуществлению был принят проект цепного висячего моста, разработанный инженером путей сообщения М. Краснопольским.
Строительство мостов началось в 1850 году по одному проекту, Высочайше утверждённому в 1848 году, но в результате мощного паводка 1851 года пришлось срочно менять проект. В результате был выбран проект капитан-инженера М. Я. Краснопольского, который был утверждён только в апреле 1852 года. Строительство мостов велось под руководством автора проекта. Из-за того, что висячие мосты чувствительны к динамической нагрузке, Главным управлением путей сообщения и публичных зданий в 1853 г. было разработано особое «Положение о движении по цепным Островским через рукава р. Великой мостам». Движение по мосту было открыто 3 ноября 1853 года, но ещё раньше, 30 сентября, возвращавшийся из Ковно царь Николай I в присутствии толп народа прошёл по новому мосту в сопровождении начальника 1 округа Путей Сообщения полковника Гергарда, который в своём рапорте на имя Главноуправляющего Путями Сообщений графа Клейнмихеля указал: «К сему честь имею присовокупить, что Его Величество работами остался вполне довольным и несколько раз изволил повторить, что мосты красивы и очень хороши». Стоимость обоих мостов составила 294 200 рублей.
В 1926 году проезжая часть и деревянные фермы жёсткости были заменены металлическими. В 1944 году при отступлении немецких войск южный мост был разрушен путём подрывания верховой цепи вблизи пилона опоры. В 1946 году мост был восстановлен в течение трёх месяцев.
В декабре 2020 года были завершены первые с 1953 года капитальные ремонтно-реставрационные работы на цепных мостах стоимостью более 320 млн рублей, в ходе которых были отремонтированы пролётные строения, несущие цепи, опоры, пилоны и анкерные шахты, конуса, а также подходы к Северному и Южному мостам. Помимо этого, было выполнено устройство электроосвещения, по всему периметру металлических конструкций было установлено 360 энергосберегающих светильников с разным светом, молниезащиты и переустройство сетей связи.

## Конструкция

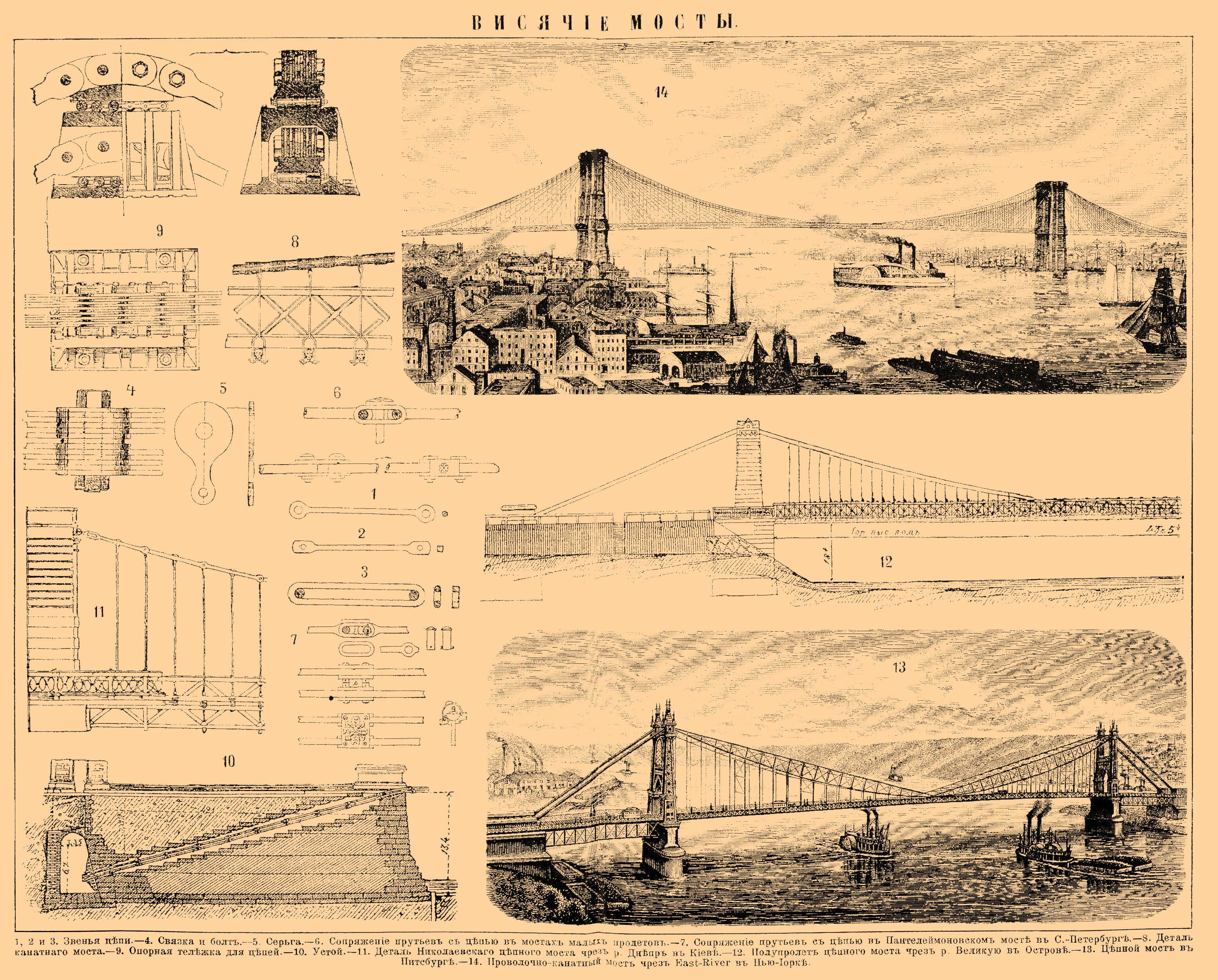
Черт. 12. Полупролет цепного моста через реку Великую в Острове. Чертежи к статье «Висячие мосты» из Энциклопедического словаря Брокгауза и Ефрона

Мостовой переход состоит из двух однопролётных цепных мостов, расположенных на одной оси и пересекающих два рукава реки. Пролёты мостов одинаковы: каждый равен  93,29 м в свету и 98,9 м между осями опор. Пролётное строение каждого моста состоит из двух несущих железных цепей, вертикальных подвесок, проезжей части и двух ферм жёсткости, служащих для уменьшения прогибов и колебаний моста, возникающих при движении транспорта и пешеходов. Расстояние между осями цепей — 7,32 м. Цепи переброшены через пилоны, каждый из которых сконструирован в виде двух отдельных каменных столбов, не имеющих поперечных связей — распорок. Высота столбов — 9,88 м, размеры поперечного сечения: у основания — 3,20 м в длину и 2,44 м в ширину, у вершины — 2,52 м в длину и 1,89 м в ширину.
Пилоны сложены из тщательно тёсаных гранитных блоков, скреплённых металлическими связями. Каждая цепь состоит из двух ветвей, расположенных друг над другом. Ветви сконструированы из плоских звеньев, расположенных по 6 в ряд и соединённых горизонтальными болтами. Болты — точёные, плотно пригнанные к отверстиям проушины. Размеры поперечного сечения звеньев: толщина 19 мм, ширина — 128 мм. Цепи опираются на вершины пилонов через специальные чугунные оголовки. Между цепями и оголовками расположены тщательно обточенные чугунные ролики, обеспечивающие возможность небольшого перемещения цепей. Благодаря такому подвижному опиранию цепей на пилоны, последние избавляются от изгибающих усилий, весьма нежелательных для каменной конструкции. Опорные узлы цепей закрыты декоративными навершиями. Цепи мостов заанкерены в массивах устоев, массивы возведены из отборной бутовой плиты на гидравлическом растворе. Концы цепей проходят через отверстия, сделанные в гранитных камнях-анкерах, и закреплены в чугунных анкерных коробках. Размеры камней-анкеров: длина и ширина по 152 см, толщина — 84 см. Камни-анкеры упираются в группы гранитных блоков, прочно связанных в одно целое. Цепи проходят внутри наклонных галерей с лестницами. Эти галереи, а также поперечные горизонтальные галереи, предусмотренные около анкерных чугунных коробок, обеспечивают возможность осмотра анкерных устройств. Для защиты цепей от возможных наездов и ударов транспорта на анкерных устоях над входом цепей возведены небольшие каменные пьедесталы. Их размеры: длина — 3,97 м, ширина — 1,82 м, высота — 1,98 м.

Открытки 1900-х годов
Общий вид моста
Проезжая часть